# Martin Zschächner
Martin Zschächner (* 1982) ist ein deutscher Staatsanwalt in Gera (Thüringen). Er wurde ab April 2019 bundesweit bekannt, weil er nach einer Satire-Aktion 16 Monate lang gegen die Künstlergruppe Zentrum für Politische Schönheit wegen Bildung einer kriminellen oder terroristischen Vereinigung ermittelt hatte.
Im selben Zeitraum hatte er Geld an die Partei Alternative für Deutschland (AfD) gespendet. Darum wurde seine Neutralität in etlichen seiner Ermittlungs- und Strafverfahren fraglich. Infolge der Kritik wurde er von seiner bisherigen Aufgabe als Staatsanwalt für politische Strafsachen versetzt und als Sprecher der Staatsanwaltschaft Gera abberufen. Mehrere Dienstaufsichtsbeschwerden und eine Strafanzeige wegen Rechtsbeugung gegen ihn wurden bis März 2020 abgewiesen.

## Ausbildung und Berufsstationen
Zschächner stammt aus Thüringen und legte im Jahr 2000 sein Abitur am Schillergymnasium Gera (heute: Zabel-Gymnasium) ab. Laut früheren Mitschülern provozierte er schon damals mit äußerst rechten Aussagen. So soll er beim Klassentreffen 2010 gesagt haben, Ausländer kämen nur zum Schmarotzen nach Deutschland, und er würde am liebsten alle Linken einsperren.
Er studierte Rechtswissenschaft an der Ruprecht-Karls-Universität Heidelberg. Auch dort galt er nach Angaben eines früheren Mitstudenten und heutigen Richters als „rechtsaußen“. Er habe sich als „Kaisertreuer“ bezeichnet und gerühmt, den Sedantag des Deutschen Kaiserreichs zu feiern. Wegen seiner rechten Einstellungen sei es zu Konflikten mit Professoren und einem Verweis aus dem Hörsaal gekommen. Laut dem früheren Mitstudenten und heutigen Rechtsanwalt Kim Manuel Künstner nannten Zschächners Mitstudenten ihn „nur den ‚Jura-Nazi‘“. Unverständlich sei, wie er mit seiner politischen Einstellung in den Staatsdienst habe gelangen können. Zschächner bestritt die Angaben seiner Mitstudenten auf spätere Nachfragen nicht.
Nach dem Studium trat er in den Justizdienst Baden-Württembergs ein. Von November 2009 bis Dezember 2013 unterstand er als Beamter auf Probe dem Oberlandesgericht Stuttgart, zunächst als Richter am Amtsgericht Stuttgart. Ab 2014 war er Staatsanwalt bei der Staatsanwaltschaft Stuttgart. 2016 ließ er sich zur Staatsanwaltschaft Gera abordnen. Ab 2017 stellte das Thüringer Ministerium für Migration, Justiz und Verbraucherschutz ihn als Staatsanwalt an.
Laut einem früheren Stuttgarter Kollegen galt er als guter Jurist und als „exaltierte Persönlichkeit“ mit „charakterlichen Mängeln“. Er habe etwa durch ungewöhnliche Kleidung und ausländerfeindliche Äußerungen auffallen wollen und die „Kontroverse“ gesucht.
In Gera übernahm Zschächner den Bereich Staatsschutz, also politische Strafverfahren und Extremismusfälle. Seine Verfassungstreue wurde weder vor noch nach seiner Einstellung geprüft, da es in den meisten Bundesländern keine Regelanfragen dazu gibt.

## Ermittlungen gegen Aktionskünstler
Am 22. November 2017 errichteten Aktionskünstler um Philipp Ruch vom Zentrum für Politische Schönheit (ZPS) in Bornhagen neben dem Wohnhaus des Thüringer AfD-Landesvorsitzenden Björn Höcke einen Nachbau des Berliner Holocaustmahnmals, um gegen Höckes Aussagen dazu zu protestieren. Zudem kündigten sie öffentlich eine Langzeitbeobachtung Höckes an und luden zum Mitbeobachten ein, kennzeichneten dies aber kurz darauf als Satire. Höcke bezeichnete die Künstlergruppe jedoch am 28. November 2017 öffentlich als kriminelle und terroristische Vereinigung. Am 29. November leitete Zschächner Ermittlungen nach § 129 StGB wegen des Verdachts auf Bildung einer kriminellen Vereinigung gegen Ruch und das ZPS ein.
Am 1. Dezember 2017 gab das ZPS bekannt, dass Höckes vermeintliche Überwachung erfunden war. Alle Ermittlungs- und Strafverfahren dazu wurden später eingestellt oder zugunsten der Künstler entschieden.
Zschächner dagegen ließ die Ermittlungen 16 Monate lang fortsetzen. Dies wurde ab 26. März 2019 zufällig infolge einer parlamentarischen Anfrage von Steffen Dittes (Die Linke) bekannt. Zschächner begründete sein Verfahren am 2. April 2019 gegenüber der Presse wie folgt: Die Gruppe habe „in organisierter Weise Abhör- und Ausspähmaßnahmen gegen den Abgeordneten Höcke angekündigt“ und sich damit selbst einer Straftat bezichtigt. Höcke könne abgehört, eventuell auch mit Teleobjektiven gefilmt worden und Daten könnten abgefangen worden sein. Indizien dafür und ein Abschlussdatum der Ermittlungen nannte er nicht. Er verweigerte den ZPS-Anwälten die Zustellung der Ermittlungsakte, da weiter ermittelt werde.
Die Akte wurde jedoch zehn Tage später veröffentlicht. Danach hatte Zschächner das Verfahren von Amts wegen eingeleitet. Auf drei von 83 Seiten begründete er dies: Das ZPS habe einen „zivilgesellschaftlichen Verfassungsschutz“ gegründet und seine Absicht gezeigt, „geheimdienstliche Tätigkeiten in eigener Regie“ und eine „optische Totalüberwachung“ Höckes durchzuführen. Das zeige bereits die Errichtung der Betonstelen auf Höckes Nachbargrundstück. Er bezog sich dabei auf ein Video, in dem das ZPS zur Observation Höckes aufgerufen und mit Bekanntgabe von Details aus seinem Privatleben gedroht hatte, falls er nicht vor dem Mahnmal niederknie. Er deutete das als ernsthafte „Anwerbung von Hackern und Tontechnikern“ zur Bildung einer Organisation, die geheimdienstliche und polizeiliche Handlungen und damit eine strafbare Amtsanmaßung nach § 132 StGB begehen wolle. Die Kunstfreiheit sei nur ein Deckmantel, um „rein politische Ziele mit Methoden der Gewalt und der Drohung“ zu erreichen. Darin sah er einen „massiven Eingriff in das parlamentarische Gefüge der freiheitlich-demokratischen Grundordnung“. Damit ging er über zwei Strafanzeigen gegen das ZPS hinaus. Die erste hatte ein Stuttgarter am 25. November 2017 gestellt, die zweite ein Münsteraner am 3. April 2019. Er hatte das ZPS schon bei der Staatsanwaltschaft Mühlhausen angezeigt und sich nach deren Verfahrenseinstellung und dem Bekanntwerden des Falls an Zschächner gewandt. Dieser hatte laut Akte keine polizeilichen Überwachungsmaßnahmen angeordnet und keine Zeugen und Betroffenen befragt. Nach Angaben aus der Justiz beantragte er keine Überwachung von Telefonen und Personen, prüfte keine Finanzen des ZPS und setzte keine V-Leute ein. Er wollte jedoch Spendengelder für das ZPS einziehen und dazu ein Spendenkonto pfänden lassen: Es sei damit zu rechnen, dass das ZPS die über Spendenaufrufe im Internet „erlangten Geldmittel“ für strafbare Zwecke einsetzen werde. Die Ermittlungsakte enthielt keine harten Indizien für die angenommene kriminelle Absicht des ZPS, aber das Video des ZPS vom 1. Dezember 2017, das Höckes angebliche Überwachung als Satireaktion zeigte, und die Einstellungsgründe der Staatsanwaltschaft Mühlhausen. Auf welcher Basis Zschächner das Ermittlungsverfahren eröffnet und warum er es ohne erkennbare Beweisaufnahme so lange fortgesetzt hatte, ging nicht daraus hervor.
Am 3. April 2019 reagierte Zschächner auf Hinweise auf den satirischen Charakter der ZPS-Aktion gegen Höcke mit der Rückfrage: „Alles nur Jux und Tollerei? Das muss man sich anschauen.“
Die Aktionskünstler erfuhren erst Anfang April 2019 von dem seit mehr als 15 Monate laufenden Ermittlungsverfahren. Sie protestierten: Dadurch werde das ZPS zu Unrecht kriminalisiert und eine Kunstaktion als Gefährdung der öffentlichen Sicherheit dargestellt. Dies sei ein Angriff auf die verfassungsrechtlich garantierte Kunstfreiheit. Sie sahen in ihren Veröffentlichungen keinen Anlass dazu, forderten, das Verfahren sofort einzustellen und verwiesen auf die anderen bereits eingestellten Verfahren zu ihren Kunstaktionen. Zschächner sei zu Pressevertretern deutlich auskunftsfreudiger als gegenüber den ZPS-Strafverteidigern. Man frage, warum er Höckes Schriften nicht ebenso gründlich prüfe, in denen dieser die deutsche Schuld am Zweiten Weltkrieg leugne. Am 4. April 2019 reichte das ZPS beim Leiter der Staatsanwaltschaft Gera eine Dienstaufsichtsbeschwerde gegen Zschächner ein und beantragte eine strafbewehrte einstweilige Verfügung: Er dürfe sich nicht als Pressesprecher zum Ermittlungsverfahren gegen das ZPS äußern, ohne bekanntzugeben, dass er selbst der dafür zuständige Staatsanwalt sei. Zudem prüfte das ZPS eine Strafanzeige zur „Verfolgung Unschuldiger“.
Am 5. April 2019 gab Zschächner der zuständigen Kriminalpolizei erstmals einen konkreten Ermittlungsauftrag. Am selben Tag berichtete die Wochenzeitung Die Zeit, dass Zschächner 2018 eine Spende von 30 Euro an die AfD überwiesen hatte. Es frage sich daher: „Wie neutral ist ein Ankläger, der AfD-kritische Künstler überwachen und observieren lassen will, wenn er zur gleichen Zeit diese Partei unterstützt?“ Auf mehrfache Anfragen dazu habe er nicht reagiert.
Seit Bekanntwerden der AfD-Spende Zschächners nahm die Kritik an seinem Verfahren gegen das ZPS stark zu. Mehrere Abgeordnete der Partei Die Linke, darunter Katharina König-Preuss und Martina Renner, kritisierten es öffentlich als politisch motiviert und einseitig auf Kriminalisierung linker Aktivisten ausgerichtet. Dagegen verteidigte Thüringens Justizminister Dieter Lauinger das Ermittlungsverfahren als rechtmäßig: Zschächner habe die Ermittlungen nur eingeleitet, weil sich das ZPS „selbst der Begehung von Straftaten bezichtigt“ habe. Die Landesregierung werde der Justiz des Landes keine Weisung erteilen. Er erwarte, dass die Staatsanwaltschaft Gera das Verfahren selbständig abschließe. Rechtswissenschaftler verwiesen darauf, dass Ermittlungen nach § 129 StGB nur selten zu einer Anklage und Verurteilung führen, aber die umfassende Überwachung der verdächtigten Gruppe und ihrer Kontaktpersonen erlauben und deren dauerhafte Stigmatisierung, Verlust von öffentlichen Geldern und Auftrittsmöglichkeiten bewirken können. So hatte die Bundeszentrale für politische Bildung Phillipp Ruch 2018 auf Weisung des Bundesinnenministers von einem Vortrag, den er halten sollte, wieder ausgeladen. Am 4. April 2019 erklärte der Rechtsanwalt und Kunstförderer Peter Raue, das Verfahren gegen das ZPS sei ein skandalöser „Wahnsinn“. Damit werde eine Künstlergruppe wie die Terrorgruppen Rote Armee Fraktion und Nationalsozialistischer Untergrund behandelt. Nach seiner Kenntnis sei noch nie eine Künstlergruppe als Terrorvereinigung verfolgt worden. Er verwies darauf, dass das ZPS alle bisherigen Strafprozesse gewonnen und das Landgericht Köln die ZPS-Aktion vor Höckes Haus Anfang 2018 als von der Kunst- und Meinungsfreiheit gedeckt gewertet hatte. Die Staatsanwaltschaft Gera kenne das Urteil nicht oder meine, alles besser zu wissen. Statt gegen Hooligans und Nazigruppen zu ermitteln, sei es für sie einfacher, „auf eine Gruppe loszugehen, wo jeder der Mitglieder sich öffentlich zeigt, sich bekennt, die Adressen bekannt sind.“ Am 7. April 2019 forderte Heribert Prantl, Chefredakteur der Süddeutschen Zeitung (SZ), Zschächner aus dem Verfahren gegen das ZPS abzuziehen, ihm rasch ein anderes Aufgabengebiet zuzuweisen und das Verfahren gegen das ZPS umgehend einzustellen. Die Aktionskünstler als kriminelle Vereinigung zu betrachten, setze entweder geringe Rechtskenntnis oder Sympathie für die AfD voraus. Bei Zschächner sei wohl letzteres der Fall. Er stehe der AfD nahe, habe für sie Geld gespendet und sei daher befangen. Prantl verwies zudem auf Zschächners Einstellung des Verfahrens gegen einen AfD-Mitarbeiter im August 2017. Man frage sich, warum die Behördenleitung und der Generalstaatsanwalt seinem „merkwürdigen Ermittlungstreiben“ „so lange billigend zugeschaut hat“. § 129 StGB sei nur für Schwerverbrechen gedacht, diene der Staatsanwaltschaft Gera aber offenbar dazu, Künstler langfristig zu überwachen. Das „riecht nach Rechtsbeugung aus politischen Gründen.“
Am 8. April 2019 stellten Justizminister Dieter Lauinger, Thüringens Generalstaatsanwalt Andreas Becker und Geras leitender Staatsanwalt Steffen Flieger in einem Gespräch einvernehmlich für eine Anklage unzureichende Indizien für eine Anklage gegen das ZPS fest und stellten das Verfahren daher ein. Behördenleiter Steffen Flieger zog Zschächners Ermittlungsauftrag an die Kriminalpolizei nach Lauingers Intervention zurück. Zudem versetzten sie Zschächner innerhalb seiner Behörde, entbanden ihn von seinem bisherigen Aufgabenbereich und beriefen ihn als Pressesprecher ab. Laut dem Justizministerium erfolgte Zschächners Versetzung „auf eigenen Wunsch“ „bis zur Klärung der medial gegen ihn erhobenen Vorwürfe“. Er bleibe Staatsanwalt; wo er eingesetzt werde, entscheide die Staatsanwaltschaft in Gera. Deren Leiter und der Generalstaatsanwalt betonten, Zschächner sei „aus Fürsorgeaspekten“ und auf eigenen Vorschlag hin mit anderen Aufgaben betraut worden.
Am 11. April 2019 begründete Geras Oberstaatsanwalt Ralf Mohrmann die Einstellung des Verfahrens: ZPS-Gründer Philipp Ruch habe schon Anfang Dezember 2017 öffentlich mitgeteilt, dass die vermeintliche Überwachungsaktion gegen Höcke nur eine „Inszenierung“ gewesen sei. Seitdem sei keine „nach außen wirkende Ernsthaftigkeit“ des Aufrufs zur Ausspähung Höckes erkennbar gewesen. Auch das eingestellte Mühlhausener Verfahren habe „keinerlei Belege für die Durchführung von Überwachungsmaßnahmen“ von Höcke ergeben. Die Gründung eines „zivilgesellschaftlichen Verfassungsschutzes“ habe auch nicht den Tatbestand der Amtsanmaßung erfüllt. Deswegen habe man auf die verdeckte Observierung der Aktionskünstler verzichtet. Was auch immer das ZPS im Rahmen seiner Anti-Höcke-Aktion unternommen habe, müsse Höcke aus Sicht der Ermittler hinnehmen. Das „angekündigte Übel“ der vorgeblichen Abhörung und Ausspähung sei ihm als „polarisierender Person“ zumutbar. Damit kritisierte Mohrmann Zschächners Vorgehen, ohne diesen namentlich zu erwähnen.
Ab 11. April 2019 protestierten rund 150 Künstler und Prominente aus dem Kulturbetrieb mit einem von der Berliner Intendantin Shermin Langhoff verfassten offenen Brief gegen Zschächners „bedrohlichen Angriff auf die Meinungs- und Kunstfreiheit". Mit so einem Verfahren greife die Staatsgewalt „massiv in die Grundrechte von Künstler*innen ein“. Sie forderten eine öffentliche Entschuldigung von Thüringens Landesregierung und Justiz für die Strafverfolgung des ZPS und eine Erklärung, derartige Angriffe auf die Kunstfreiheit künftig zu unterlassen. Tausende Bürger unterzeichneten den auch als Petition veröffentlichten Brief noch am selben Tag.
Danach erhielt das ZPS Akteneinsicht. Es verlangte vollständige Aufklärung, wie Zschächner mit seiner bekannten rechten Einstellung in das Amt eines Anklägers gelangen und die Zuständigkeit zur Verfolgung politisch motivierter Kriminalität erhalten konnte. Dittes fragte: „Warum wird so ein Verfahren überhaupt eröffnet, dann nicht weiter ermittelt und dann 16 Monate offen gehalten? […] Einfach, um da die Ermittlungsbefugnisse noch immer zur Hand haben zu können?“ Er vermutete, es sei „auch auf politischen Zuruf in die Gänge gesetzt worden“. Das alles sei künftig auszuschließen. Lauinger betonte daraufhin, er habe Zschächners Verhalten nicht für richtig, nur für legal erklärt. Die Kritik am Verfahren nach § 129 StGB und seiner Dauer trotz fehlender Anhaltspunkte sei auch für ihn nachvollziehbar. Zehn Juristen hätten nach Akteneinsicht übereinstimmend geurteilt, das Verfahren sei einzustellen.

## Verfahren zu Lasten der Jungen Gemeinde Jena
Zschächner ging wiederholt gegen den Pfarrer Lothar König vor, als dieser die evangelische Junge Gemeinde Stadtmitte (JG) in Jena leitete. Als König 2016 beschuldigt wurde, er habe bei einer Demonstration einen Polizisten angefahren, ordnete Zschächner eine Hausdurchsuchung bei ihm an und ließ ein entlastendes Video beschlagnahmen. Zudem wollte er König den Führerschein entziehen. Dies unterband das Landgericht Gera als unverhältnismäßig.
Nach einer Anzeige, König habe zwei Männer als „Nazis“ beleidigt, erhob Zschächner Anklage gegen ihn und legte dagegen Beschwerde ein, dass das Amtsgericht Jena keine Hauptverhandlung eröffnen wollte. König wurde deshalb in erster Instanz zu einer Geldstrafe verurteilt, in zweiter Instanz jedoch freigesprochen. Noch vor Bekanntgabe der Urteilsgründe beantragte Zschächner Revision. Als das schriftliche Urteil vorlag, nahm er den Revisionsantrag zurück.
Im September 2017 sangen Teilnehmer einer AfD-Demonstration in Jena in Richtung von Gegendemonstranten der JG: „Eine U-Bahn, eine U-Bahn bauen wir – von der JG bis nach Auschwitz“. Nach mehreren Anzeigen stellte Zschächner als zuständiger Staatsanwalt die Ermittlungen ein: Das Lied beinhalte keine strafbare Beleidigung und keine Volksverhetzung, sondern sei von der Meinungsfreiheit gedeckt. Es sei Teil eines Wahlkampfs, an dem auch die JG teilgenommen habe. Weil sie die AfD im Vorfeld als „faschistisch“ bezeichnet habe, müsse sie „derbe und unter Umständen gerade auch auf diese Zuschreibungen anspielende Äußerungen“ hinnehmen. Das Wort „Auschwitz“ im Liedtext sei als „sinnbildliche Bezeichnung einer vernichtenden Niederlage“ zu verstehen, „nicht wesentlich anders“ als das Wort „Waterloo“. Die bloße Verwendung des Ortsnamens bedeute keine Zustimmung, kein Bagatellisieren, Gutheißen oder Leugnen der Ereignisse im Vernichtungslager Auschwitz. Einem Gegner ein vergleichbares Schicksal zu wünschen, bedeute auch keine Billigung der NS-Herrschaft, sondern setze „gerade voraus, dass die dem Gegner angesonnene Unbill als Übel begriffen und mithin zumindest grundsätzlich abgelehnt wird.“
Dagegen erhob die Jenaer Rechtsanwältin Kristin Pietrzyk Beschwerde: Obwohl die Anzeigeerstatter Zschächner Fotografien der mutmaßlichen Täter vorgelegt und Zeugen benannt hatten, habe er diese nicht vernommen und die Beschuldigten nicht zu identifizieren versucht. Seine Interpretation des Liedes sei der Tragweite des Holocaust nicht angemessen. Eine solche „tatsächlich politische Begründung“ stehe einem Staatsanwalt nicht zu. Daraufhin hob das Amtsgericht Jena den Einstellungsbeschluss auf und nahm die Ermittlungen zum „U-Bahn-Lied“ wieder auf.
In einem Aufsatz von 2020 führte Pietrzyk aus: Zschächners Einstellungsbeschluss sei von Geschichtsrevisionismus geprägt. Dagegen hätten alle deutschen Gerichte jenes Lied wegen der Bezugnahme auf den Holocaust als strafbar beurteilt. Der Rechtswissenschaftler Thomas Fischer teilte diese Kritik: „In Auschwitz wurden Menschen aus rassistischen Gründen ermordet, da fand kein Kampf um Sieg oder Niederlage statt. Wer den Massenmord von Auschwitz mit einer Niederlage in einer militärischen Schlacht gleichsetzt, disqualifiziert sich in jeder Hinsicht.“ Die Sachbuchautoren Dirk Laabs und Michael Kraske verwiesen darauf, dass Zschächners Vergleich einen Krieg zwischen Juden und Nazis unterstellte, also Opfer und Täter gleichsetzte, und damit eine bei Holocaustleugnern übliche Falschbehauptung übernahm.

## Weitere Verfahren
Im August 2017 wurde ein Besucher eines AfD-Wahlkampfstands zusammen mit AfD-Vertretern fotografiert und hob dabei aus Protest den Mittelfinger, um nicht auf einem Werbebild der Partei zu erscheinen. Nach einer Strafanzeige klagte Zschächner den Mann an: Er habe billigend in Kauf genommen, dass sich alle späteren Bildbetrachter durch die Geste beleidigt fühlen würden. Nachdem das Amtsgericht Jena den Mann freisprach, beantragte Zschächner im April 2019 Revision. Bis Mai 2019 war der Fall unabgeschlossen.
Im September 2017 stellte Zschächner ein Verfahren wegen Volksverhetzung gegen einen AfD-Mitarbeiter ein. Dieser hatte auf Twitter gepostet: „Afros“ seien nicht „wie wir“, sondern „Urmenschen“, die „in eine Zivilisation hineingezwungen“ worden seien. Deutsche Frauen, die mit Arabern schlafen, seien „Selbstmörder“. Es beginne die „Übernahme durch den Islam. Deutschland stirbt.“ Laut Zschächner war die erste Aussage „weder beschimpfend noch böswillig verächtlich machend“, sondern „eine wertende Äußerung zur menschlichen Kultur- und Zivilisationsgeschichte“. Der dritte Satz sei eine „harmlose Äußerung, die auf die unbestreitbar vorhandene Bevölkerungsentwicklung in Deutschland Bezug nimmt“. Was der Beschuldigte damit meine, dass er das „Großdeutsche Reich“ hochleben lasse, sei nicht erkennbar.
Ein Verfahren gegen einen AfD-Politiker, der Katja Kipping (Die Linke) laut deren Angaben beschimpft hatte und „am Spieß braten“ wollte, stellte Zschächner ebenfalls ein: Eine Bedrohung sei nicht hinreichend belegt, die Aussage sei vergleichbar mit der „revolutionären Rhetorik“ der französischen Nationalhymne. Anfang 2018 ließ Zschächner die Strafe für einen geständigen 39-jährigen Holocaustleugner und Verbreiter volksverhetzender Schriften vor dem Amtsgericht Gera erfolgreich zur Bewährung aussetzen.
Im März 2018 ließ Zschächner eine Privatwohnung in Erfurt durchsuchen und die Datenträger des Inhabers beschlagnahmen, weil der Mann im Oktober 2017 als angebliches Mitglied der „Linksjugend solid“ auf Facebook für eine Demonstration der in Deutschland verbotenen Arbeiterpartei Kurdistans (PKK) geworben und damit gegen das deutsche Vereinsgesetz verstoßen habe. Den Durchsuchungsantrag belegte Zschächner mit der Webseite des Stadtjugendrings Erfurt, die den Beschuldigten klar als Vorsitzenden der örtlichen Naturfreundejugend Deutschlands auswies, nicht der Linksjugend. Trotzdem genehmigte ein Ermittlungsrichter den Antrag. Bei der rund dreistündigen Durchsuchung erklärte der Betroffene der Polizei immer wieder vergeblich, er habe mit der Linksjugend nichts zu tun. Gleichwohl durchsuchte die Polizei ungenehmigt auch deren Büro und das Büro einer Landtagsabgeordneten in Erfurt. Im Oktober 2018 wies das Amtsgericht Gera eine Beschwerde des Betroffenen dagegen zurück. Erst im April 2019 stellte das Landgericht Gera das Ermittlungsverfahren gegen ihn ein und stellte die Rechtswidrigkeit der Durchsuchung fest: Weder davor noch danach sei erkennbar gewesen, dass der Betroffene für die Linksjugend oder persönlich zur PKK-Veranstaltung aufgerufen noch überhaupt eine Facebookseite oder sonstige Webseite betrieben hatte.
Im Sommer 2018 ließ Zschächner Ermittlungen gegen einen mutmaßlichen Rechtsextremen aus dem Kreis Gera einstellen, der auf Facebook gegen Studenten der Universität Köln gepostet hatte: „Da sag ich doch glatt mal ,Fickt euch‘ […] und beschmeiße euch mit bösen, bösen Symbolen. […] ,88‘ […] ,HH‘“. Zschächner erläuterte, „Fickt euch“ könne auch anders als geschlechtsbezogen gemeint sein, und sei daher nicht unbedingt ehrverletzend oder beleidigend. Seine ausführliche Erläuterung zum Verb „Ficken“ wurde in der NDR-Satiresendung Extra 3 verlesen.
Im Herbst 2018 regte Zschächner nach Angaben des Vereins Rote Hilfe in Jena bei Ermittlungen gegen vermummte Demonstranten an, den Schädel eines Antifaschisten vermessen zu lassen, um ihn zu identifizieren.
Im Februar 2019 klagte Zschächner den Greizer Stadtrat David Köckert wegen schwerer räuberischer Erpressung und Beleidigung an. Der frühere NPD-Vertreter und Mitbegründer des rechtsextremen Vereins Thügida stand zudem im Verdacht, die Misshandlung eines Belastungszeugen organisiert zu haben. Zudem ließ die Staatsanwaltschaft Gera in drei Bundesländern Wohnungen von Neonazis im Thügida-Umfeld durchsuchen und stellte dabei Waffen sicher. Gegenüber Kritik an Zschächners vermuteten politischen Motiven verwies die Ostthüringer Zeitung (OTZ) auf diesen Fall.
Bis Mai 2019 schickte ein Thüringer Bürger Zschächner mindestens zehn E-Mails mit Screenshots von antisemitischen und rassistischen Internetposts von Thüringern, die er für volksverhetzend hielt. Die Staatsanwaltschaft Gera habe ihm nie darauf geantwortet. Das habe aus seiner Sicht Rechtsextreme ermutigt, ihn und andere direkt zu bedrohen.
Ab Januar 2023 ermittelte Zschächner mit einem weiteren Staatsanwalt wegen eines Korruptionsverdachts gegen zwei Unternehmer, einen früheren Beamten am Oberlandesgericht Jena sowie gegen dessen früheren Präsidenten Stefan Kaufmann. Der verschuldete OLG-Beamte soll die beiden Unternehmer von 2012 bis 2019 immer wieder um Privatkredite gebeten und dafür Dienstleistungsverträge an sie vergeben, Kaufmann soll davon gewusst und die Taten gebilligt haben. Im Mai 2024 begann der Strafprozess gegen den Hauptbeschuldigten. Zschächner verlas die Anklage, ohne Kaufmann zu benennen. Daraufhin machte die Verteidigerin seine Ermittlungen gegen Kaufmann bekannt, beschuldigte diesen, er habe ihren Mandanten zur Straftat verleitet, und beantragte Aussetzung des Verfahrens, bis Zschächner die Ermittlungsergebnisse zu Kaufmann vorgelegt habe. Zudem stellte sie die Objektivität der Thüringer Justiz insgesamt in Frage. Das Gericht lehnte die Aussetzung des Verfahrens ab.

## Dienstaufsichtsbeschwerden und Strafanzeige
Da in der Bundesrepublik Deutschland bis und nach 2017 nie nach § 129 StGB gegen eine Künstlergruppe ermittelt worden war, wurden Zschächners Motive fraglich. Daraufhin wurde auch bei weiteren seiner Verfahren gefragt, ob er seine gesetzliche Neutralitätspflicht als Staatsanwalt verletzt habe.
Im November 2018 berichtete die Lokalzeitung Freies Wort über fragwürdige Entscheidungen Zschächners, darunter die von ihm beantragte irrtümliche Hausdurchsuchung in Erfurt. Die Thüringer Linksfraktionsvorsitzende Susanne Hennig-Wellsow erhob eine Dienstaufsichtsbeschwerde gegen die von ihm veranlasste Durchsuchung ihres Abgeordnetenbüros. Für Kristin Pietrzyk zeigte diese Zschächners fehlende Neutralität: „Da wird bei mutmaßlichen Bagatelldelikten von Linken immer wieder ein wahnsinnig hoher Verfolgungsdruck aufgebaut… Ein ähnliches Verfolgungsinteresse bei Straftaten von Rechtsextremisten nehme ich nicht wahr.“ Auch sie stellte eine Dienstaufsichtsbeschwerde, ebenso der Berliner Rechtsanwalt Johannes Eisenberg: Zschächner betreibe „politisch motivierte Strafverfolgung bzw. Nicht-Strafverfolgung“. Er sei „fanatisch“, lasse sich von „seinen politischen Vorlieben […] leiten“ und sei nicht fähig, von seinen „Leidenschaften und seiner Parteigängerei zu abstrahieren“. So habe er nach einer Gerichtsverhandlung Polizisten bei der Personenkontrolle eines Kameramannes unterstützt, der legal auf öffentlichem Grund filmte. Dies beobachteten laut der Wochenzeitung Die Zeit zwei weitere Zeugen.
Justizminister Dieter Lauinger räumte im April 2019 seine Kenntnis der Beschwerden ein. Einige Aussagen Zschächners zum U-Bahn-Lied hätten ihn „sehr befremdet“. Doch er kenne die Hintergründe nicht, sei nicht dafür zuständig und dürfe sich nicht einmischen. Staatsanwälte seien gesetzlich verpflichtet, gegen alle verfolgbaren Straftaten einzuschreiten, hätten nur bei den Methoden einen Ermessensspielraum und müssten vor allem ein öffentliches Interesse an der Strafverfolgung prüfen. Sebastian Haak (Thüringische Landeszeitung) fragte angesichts der Fülle von Verfahren Zschächners „mit eigenartigem Ausgang“, warum seine Vorgesetzten „von all dem nichts mitbekommen haben – oder ob sie weggesehen haben, obwohl sie von all dem wussten“.
Am 10. April 2019 stellte Niema Movassat, damals Obmann der Linkspartei im Rechtsausschuss des Deutschen Bundestages, bei der Generalstaatsanwaltschaft Thüringen eine Strafanzeige wegen Rechtsbeugung und eine Dienstaufsichtsbeschwerde gegen Zschächner. Es liege nahe, dass dessen Ermittlungen gegen das ZPS sich „in schwerwiegender Weise“ besonders gegen Personen richteten, „die sich zivilgesellschaftlich gegen Rechtsextremismus und für Toleranz einsetzen“. Dass er das Verfahren eingeleitet und dann nicht schon nach wenigen Wochen eingestellt habe, sei „objektiv unvertretbar und willkürlich“. Er habe sich dabei nicht von juristischen, sondern sachfremden Erwägungen leiten lassen, offenbar besonders von seinen Sympathien für die AfD, und „vorrangig aus parteipolitischen Interessen“ ermittelt. Dabei sei er Höckes Forderung gefolgt, das ZPS als kriminelle Vereinigung zu betrachten. Auch seine Aussagen zu möglicherweise volksverhetzenden Parolen gegen die JG Jena ließen an seiner Neutralität zweifeln: „Es ist offensichtlich, dass Staatsanwalt Zschächner in seinen Ermittlungen stets zugunsten der AfD und ihres Umfelds entscheidet“.
Die Thüringer Linkspartei hielt 20 Verfahren Zschächners für fragwürdig und berief dazu den Justizausschuss des Landtags ein. Die Strafverteidigerin Kristin Pietrzyk meinte, wegen der Unstimmigkeiten müsse man „eigentlich alle Verfahren von Zschächner in die Revision nehmen“. Der Strafrechtler Joachim Renzikowski urteilte über Zschächners verschiedene Behandlung mutmaßlich links- oder rechtsgerichteter Straftaten: „Man kann sehr gut sagen, hier wird mit zweierlei Maßstäben gemessen, die sich an der jeweils zu Grunde liegenden politischen Anschauung ausrichten.“
Dagegen behauptete die AfD, Zschächner sei wegen einer medialen Hetzjagd wie in der früheren DDR versetzt worden, weil er „sich gegen den totalitär linken Zeitgeist stemmt und für das Recht fechtet“. Die Thüringer Landtagsfraktionen der AfD und der CDU warfen Dieter Lauinger politische Einflussnahme auf die Justiz vor. Stefan Möller (AfD) meinte, Lauinger habe Zschächners Ermittlungsauftrag vom 5. April 2019 aus politischen Gründen vereitelt. Lauinger betonte dagegen, Zschächners Vorgesetzte seien sich nach Einblick in seine Ermittlungsakte völlig einig über die Einstellung des ZPS-Verfahrens gewesen. Steffen Dittes (Die Linke) vermutete, Zschächner habe weitere, noch unbekannte Verfahren eingestellt. Betroffene müssten das Recht haben, von den Justizbehörden nähere Auskunft dazu zu erhalten.
Bis Mai 2019 brachte Thüringens Generalstaatsanwalt Andreas Becker einige von Zschächner eingestellte Verfahren zur Anklage und ließ vier weitere überprüfen, darunter dessen Einstellungsbeschlüsse zum U-Bahn-Lied 2017 in Jena und zum Fall eines „Reichsbürgers“, der eine Frau bedroht haben sollte, sowie zu Lothar Königs angeblicher Beleidigung. Am 3. Mai 2019 befragte der Justizausschuss den Minister Lauinger zu den Dienstaufsichtsbeschwerden. Dieser wies Vorwürfe zurück, dass er Zschächners Verfahren viel früher hätte kritisch prüfen lassen müssen: Sein Ministerium erfahre von Beschwerden gegen Justizbeamte erst, wenn zuständige Gerichtsinstanzen darüber entschieden hätten und gegen deren Entscheidung erneut Beschwerde eingelegt worden sei. Keine Beschwerde gegen Zschächner sei bisher so weit gekommen. Zwei davon, darunter die von Susanne Hennig-Wellsow, habe der Leiter der Staatsanwaltschaft Gera zurückgewiesen. Der Justiz fehle Personal, um alle von Zschächner bearbeiteten Akten nochmals zu öffnen. Dessen Entbindung von seinen bisherigen Aufgaben bedeute eine dauerhafte Versetzung. Ob er erneut Staatsschutzdelikte in Ostthüringen bearbeiten dürfe, habe der Leiter der Staatsanwaltschaft Gera zu entscheiden.
Am 1. März 2020 gab die Generalstaatsanwaltschaft Thüringen bekannt, sie habe keine juristischen Verfehlungen und Anhaltspunkte für fehlende Neutralität Zschächners in dessen überprüften Verfahren gefunden. Seine Versetzung und Abberufung als Pressesprecher habe keinen disziplinarischen Charakter und bleibe „bis auf Weiteres“ bestehen.